# Giovanni Santucci
Giovanni Santucci (* 14. května 1949 Pietrasanta) je italský římskokatolický duchovní a emeritní biskup Massa Carrara-Pontremoli.

## Život
Narodil se 14. května 1949 v Pietrasanta.
Vstoupil do kněžského semináře v Pise. Byl ve stejném ročníku s budoucím arcibiskupem Giovanni Paolem Benottem. Po teologickém studiu byl 28. června 1974 arcibiskupem Benvenutem Matteuccim vysvěcen na kněze. Stal se farním vikářem farnosti Santi Jacopo e Filippo v Pontedeře a následně farářem farnosti Maria Ausiliatrice v Marina di Pisa. Roku 1989 byl jmenován rektorem semináře a před biskupským jmenováním pastoračně sloužil v rodném městě.
Dne 28. října 1999 jej papež Jan Pavel II. jmenoval biskupem Massa Marittima-Piombino. Biskupské svěcení přijal 5. prosince z rukou biskupa Gualtiera Bassetti a spolusvětiteli byli arcibiskup Gaetano Bonicelli a arcibiskup Alessandro Plotti. Dne 19. května 2010 byl papežem Benediktem XVI. ustanoven biskupem Massa Carrara-Pontremoli.
Dne 15. května 2021 přijal papež František jeho rezignaci ze zdravotních důvodů.